# Миллион мгновений для демократии
Миллион мгновений для демократии (чеш. Million chvílek pro demokracii) — общественная кампания сообщества Миллион мгновений (чеш. Million chvílek), целью которой являлась отставка премьер-министра Андрея Бабиша. 
Кампания началась 25 февраля 2018 года. Кампания велась при помощи расширения и сбора подписей под петицией «Момент для отставки» (чеш. Chvilka pro rezignaci) и при помощи проведения протестных акций. В рамках общественной кампании, были проведены массовые протесты, одним из которых был самый массовый митинг со времен революции в 1989 году.
Одна из причин требований отставки Андрея Бабиша, которую выдвигает сообщество — «Нельзя допустить, чтобы премьером был уголовно преследуемый человек, который в прошлом был агентом StB».

## История

### Основание
После победы движения ANO 2011 на выборах в нижнюю палату парламента Чешской республики в октябре 2017 года, президент Чехии Милош Земан доверил Андрею Бабишу сформировать новое правительство. Так, в декабре 2017 года, было создано первое правительство Андрея Бабиша. Данное правительство было правительством меньшинства, которое опиралось в парламенте на голоса депутатов движения ANO 2011. Правительство не получило в январе 2018 года доверие парламента и правило до июня 2018 года находясь в отставке. В июне 2018 года было сформировано коалиционное правительство меньшинства Андрея Бабиша, которое было сформировано ANO 2011 и ČSSD. Поддержку новому правительству также выразила KSČM на основе «Толерантного патента» (Toleranční patent).

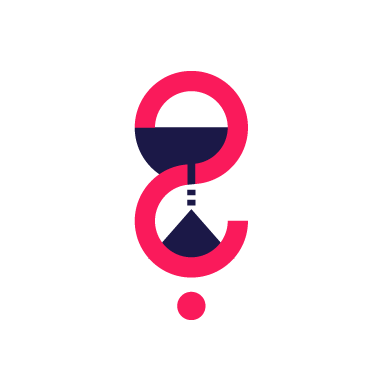
Логотип кампании (2018-2020)

Вскоре после выборов в нижнюю палату, в 28-ю годовщину Бархатной революции, группа студентов, под руководством студента философского и евангелического теологического факультета Микулаша Минаржа, опубликовала призыв «Момент для Андрея» (Chvilka pro Andreje). В призыве требовали, чтобы Андрей Бабиш выполнял свое предвыборное обещание — «поддерживать и развивать демократию в Чешской Республике», объяснил своё чувство невиновности в деле «Гнезда Аиста» и уважал демократические стандарты.
По мнению оппонентов, Андрей Бабиш не способствует развитию демократии, не уважает конституционные обычаи, вносит значительные изменения в государственное управление и назначает «своих» людей в наблюдательные советы и другие важные должности без одобрения парламента (увольнение директора Чешской почты, назначение своих людей в правлении VZP и т.д). Кроме того, на переломе 2017—18 годов, был опубликован отчёт Европейского бюро по борьбе с мошенничеством (OLAF), в котором было указано, что уголовное дело против Бабиша, было обосновано.
Отсутствие ответа на призыв «Момент для Андрея», отказ от публичной встречи, авторы призыва истолковали как потерянный Андреем Бабишом шанс стать премьером, которому небезразлична демократия. Поэтому в конце января 2018 года была основана ассоциация — Milion Chvilek, z. s (Миллион мгновений). После основания ассоциации, был опубликован новый призыв «Момент для отставки» (Chvilka pro rezignaci), который перерос в петицию и началась долгосрочная общественная политическая кампания под названием — «Миллион мгновений для демократии» (Milion chvilek pro demokracii).

### Момент для отставки

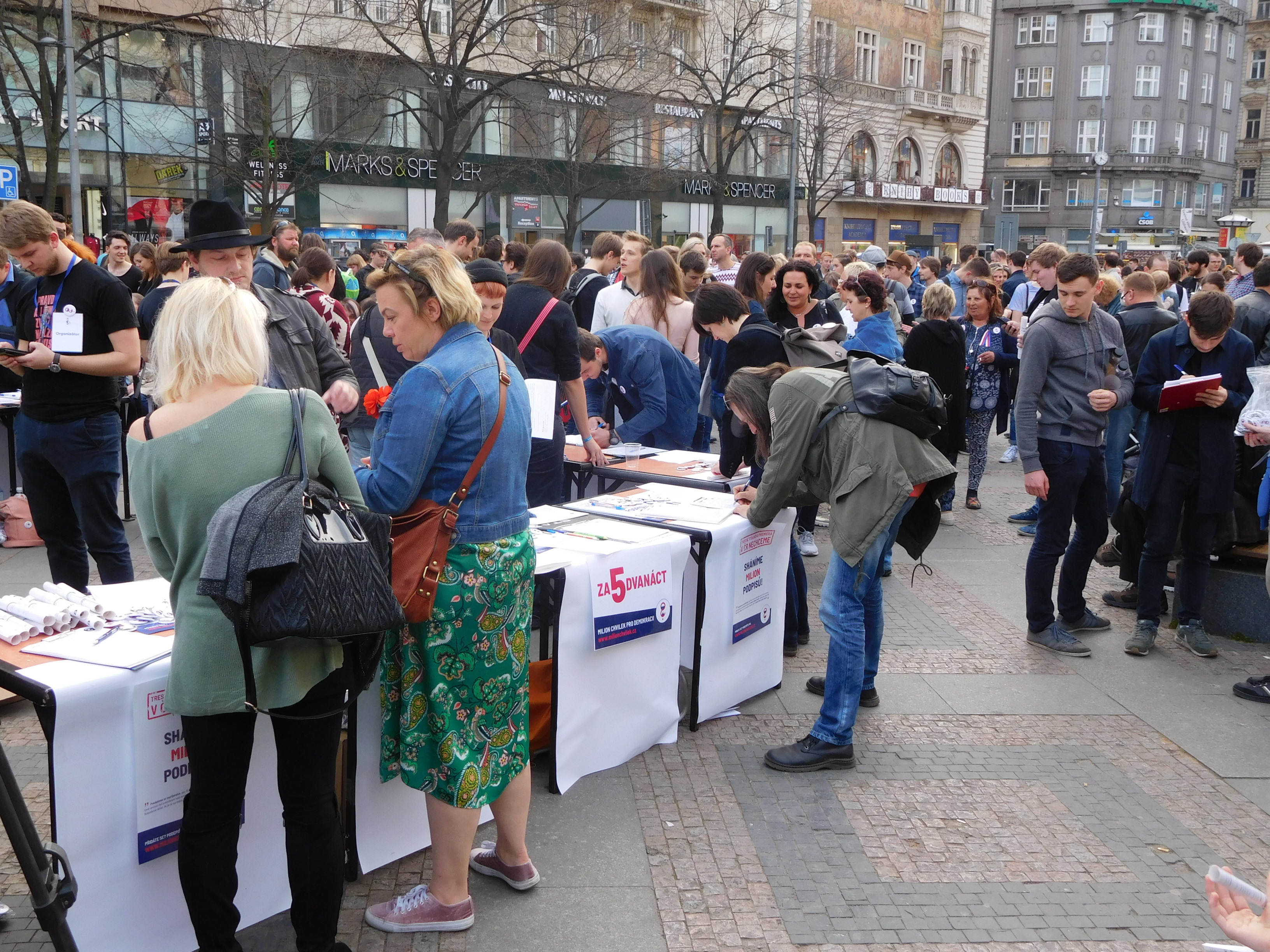
Люди подписывают петицию «Момент для отставки» на демонстрации 9 апреля 2018 года в Праге.

Общественная кампания «Миллион мгновений для демократии» началась 25 февраля 2018 года в 70-ю годовщину «Победного февраля» 1948 года, когда к власти в Чехословакии пришла Коммунистическая партия Чехословакии и спустя 100 дней, после опубликования первого призыва «Момент для Андрея». Целью общественной кампании, была показать, что существует огромное количество людей, для которых поведение премьер-министра Бабиша неприемлемо. Организаторы кампании, заявили что уважают результаты прошедших выборов, признали, что премьером должен быть человек связанный с победившим движением ANO 2011, но сочли неприемлемым, если премьером будет уголовно преследуемый человек, в прошлом бывший агентом (информатором) StB.
Вначале кампания была сосредоточена на призыве «Момент для отставки», в котором авторы потребовали отставки премьер-министра Андрея Бабиша. Заявленной целью кампании было собрать миллион подписей под этим призывом за сто дней. В течение первых двух недель количество подписей под петицией увеличивалось с большой скоростью. Люди, которые подписывали петицию, были из разных слоёв общества, среди них много известных и знаменитых личностей, творцы (режиссёр Ян Сверак, актёр и драматург Иржи Сухи, писатель и музыкант Войтех Дык и писательница Франтишка Йираусова), учёные, священнослужители, спортсмены и политики. Хоть и поставленная цель не была достигнута за 100 дней, к 5 июня 2018 года петицию подписало свыше 254 тысяч человек. Организаторы решили продолжить сбор подписей и использовать другие средства для развития кампании и предупреждения граждан о происходящей политической ситуации.

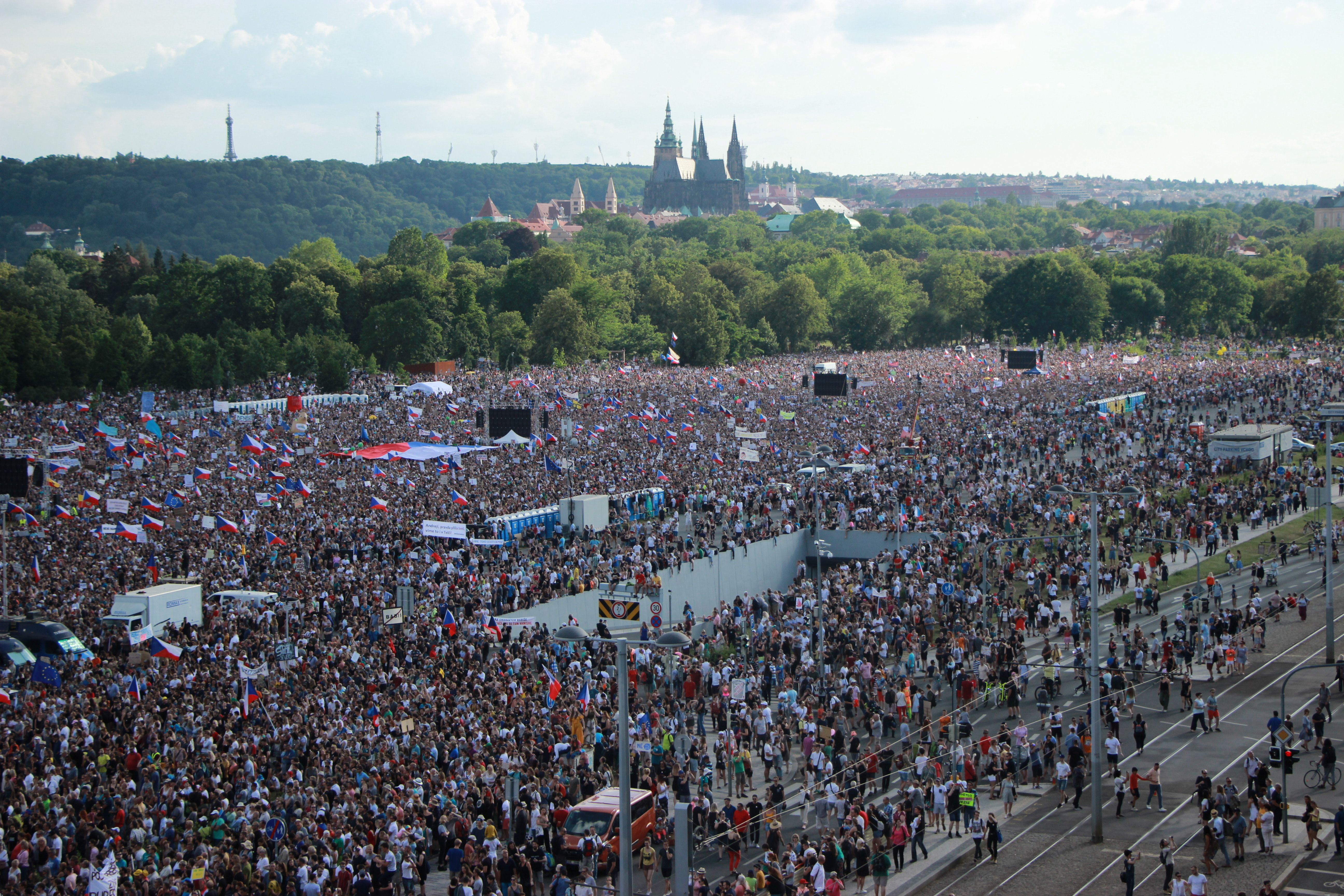
Демонстрация 23 июня 2019 года

Ещё десятки тысяч подписей под петицией было поставлено в ноябре 2018 года, после распространения в СМИ информации о том, что сын Андрея Бабиша, был насильно увезен в Крым. К 20 ноября под петицией было оставлено 310 тысяч подписей, а к маю 2019 года свыше 340 тысяч подписей. Спустя неделю, после прошедшей крупнейшей демонстрации со времён Бархатной революции, количество подписей увеличилось до 420 тысяч. Среди известных личностей, подписавших петицию, прибавилось множество творцов (Ян Сокол и другие), учёных, священнослужителей и спортсменов (Зузана Гейнова, Михал Шлезингр, Давид Навара).

### Объединение демократической оппозиции

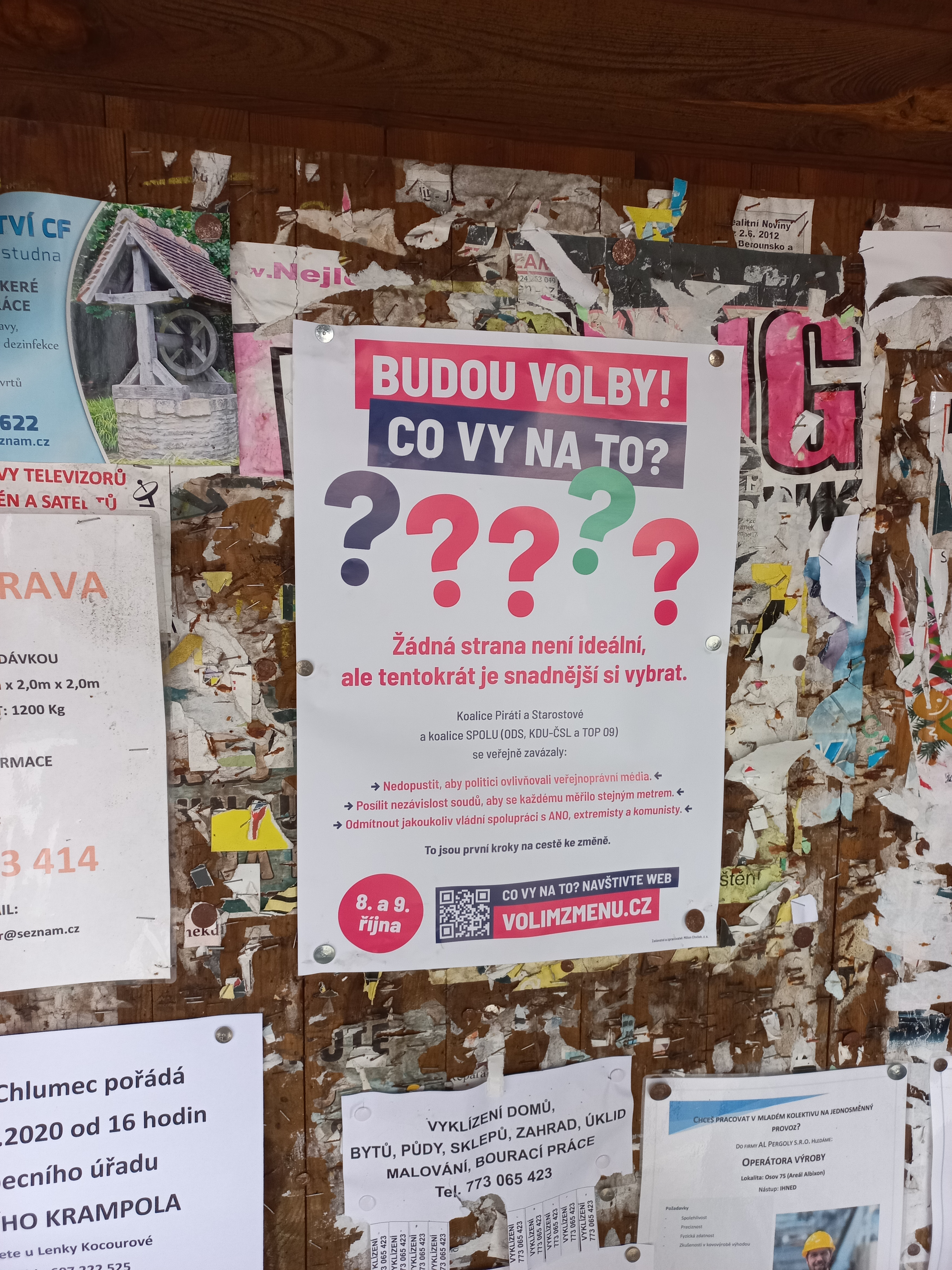
Плакат с призывом голосовать на парламентских выборах в 2021 году

Ассоциация «Миллион мгновений», исходя из результатов прошедших в 2017 году парламентских выборов, а также исходя из сильного раскола демократического электората, призывала в 2019—2020 годах, чешские демократические оппозиционные партии, такие как ODS, Чешская пиратская партия, KDU-ČSL, TOP 09, STAN и другие, к объединению и предвыборному сотрудничеству. Переговоры об объединении начались перед региональными выборами в октябре 2020 года, а затем оформилось созданием двух предвыборных коалиций — «Пираты и Старосты» (Чешская пиратская партия и STAN) и «SPOLU» (ODS, KDU-ČSL и TOP 09). Ассоциация поддержала данные шаги и на парламентских выборах в октябре 2021 года, призывала голосовать людей за ту или иную коалицию.

### Отвага выбирать
В 2020 году, ассоциацией был запланирован лекционный тур по городам Чехии, однако из-за начала пандемии вызванной коронавирусной инфекцией COVID-19, тур был отменен и общественная кампания временно прекратилась. Однако, перед региональными выборами в октябре 2020 года, ассоциация начала проект — «Отвага выбирать» (Odvaha volit), целью которого было увеличение явки избирателей на региональных выборах.

### Мемориал памяти жертв COVID-19
22 марта 2021 года, в годовщину первой смерти в Чехии связанной с пандемией COVID-19, ассоциация Миллион мгновений, провело траурную акцию (хеппенинг) под названием «Правительство уничтоженных жизней». Во время акции, на брусчатке Староместской площади в Праге, было нарисовано свыше 20 тысяч белых крестов. По мнению председателя ассоциации Бенджамина Ролла — «Правительство ставит свои гешефты выше граждан». Первоначально, организаторы планировали смыть нарисованные кресты вечером того же дня, однако мэрия Праги разрешила оставить кресты до того момента, как «их смоет дождь».

### Мы за Украину
В реакции на события которые предшествовали и на российское вторжение на Украину, ассоциация провела серию демонстраций на Вацлавской площади в Праге. 22 февраля 2022 года прошла первая демонстрация, на которой выступили различные спикеры (в числе которых был посол Украины в Чехии Евгений Перебийнис), демонстранты и организаторы осудили политику Владимира Путина и призвали граждан Чехии к солидарности с Украиной. 27 февраля 2022 года прошла вторая демонстрация, на которой выступил премьер-министр Чехии Петр Фиала, который поддержал Украину и пообещал гражданам, что Чехия будет помогать гуманитарной помощью и амуницией. На демонстрации также выступил директор некоммерческой организации Человек в беде Шимон Панек, музыкант Томаш Клус, актёр Иван Троян, посол Украины в Чехии Евгений Перебийнис и его жена, и многие другие. 4 марта 2022 прошла третья демонстрация, на которой выступило несколько спикеров, такие как Томаш Галик, Марта Яндова и другие. Одновременно с этой демонстрацией, проходили другие демонстрации в европейских столицах, на которых в прямом эфире при помощи телемоста выступил президент Украины Владимир Зеленский.

## Демонстрации

### 2018 год
- «За порядочного премьера и порядочное правительство!» (чеш. Za slušného premiéra a slušnou vládu). Дата — 9 апреля. Место — Прага, Вацлавская площадь[36].
- «Тихая дисскусия» (чеш. Němá debata). Дата — 22 апреля. Место — Прага, марш от Староместской площади до Здания правительства Чешской Республики[37].
- «Последний звонок» (чеш. Poslední zvonění). Дата — 29 мая. Место — Прага, Староместская площадь[37].
- «Раз и навсегда» (чеш. Jednou provždy). Дата — 5 июня. Место — Прага, Вацлавская площадь (и ещё 200 мест по всей Чешской республике).
- «Отставка! Марш за порядочную Чехию» (чеш. Demisi! Pochod za slušné Česko). Дата — 17 ноября. Место — Прага, Староместская площадь[38].
- «Недоверие! Марш за заслуживающее доверие правительство» (чеш. Nedůvěru! Pochod za důvěryhodnou vládu). Дата — 23 ноября. Место — Прага, Градчанская площадь[39].

### 2019 год
- «Юстиция! Мы не слепые! Не сидите дома! Марш за независимость юстиции» (чеш. Justice! Nejsme slepí! Neseďte doma! Pochod za nezávislost justice). Дата — 29 апреля. Место — Прага, Староместская площадь.
- «Юстиция! Идём снова! Выступаем за независимость юстиции!» (чеш. Justice! Jdeme znovu! Postavme se za nezávislost justice!). Дата — 6 мая. Место — Прага, Староместская площадь.
- «Юстиция! Мы в самом деле хотим отставки! Требуем отставки Марии Бенешовой!» (чеш. Justice! Opravdu chceme demisi! Požadujeme demisi Marie Benešové!). Дата — 13 мая. Место — Прага, Староместская площадь и 130 городов по всей Чехии.
- «Все на Вацлавак — Отставка! Пришёл час выписать правительству счёт» (чеш. Všichni na Václavák – Demisi! Je čas vystavit vládě účet). Дата — 21 мая. Место — Прага, Вацлавская площадь. Количество участников — по подсчётам организаторов 50 тысяч человек[40].
- «С нас хватит! Мы хотим отставки!» (чеш. Máme toho dost! Chceme demisi!). Дата — 28 мая. Место — 240 городов по всей Чехии, за исключением Праги.
- «С нас хватит! Мы хотим отставки!» (чеш. Máme toho dost! Chceme demisi!). Дата — 4 июня. Место — Прага, Вацлавская площадь. Количество участников — по подсчётам организаторов 120 тысяч человек[41].
- «Мы хотим отставки! + Зовём на Летну» (чеш. Chceme demisi! + Zveme na Letnou). Дата — 11 июня. Место — 300 городов по всей Чехии, за исключением Праги.
- Протесты в Праге (2019) (чеш. Je to na nás!). Дата — 23 июня. Место — Летенское поле, Прага. Количество участников — более 250 тысяч человек[42][43][44].
- «Шаги для демократии» (чеш. Kroky pro demokracii). Дата — 28 сентября. Место — 160 мест по всей Чехии.
- «Летна 2 — снова за демократию» (чеш. Letná 2 – znovu za demokracii!). Дата — 16 ноября. Место — Летенское поле, Прага. Количество участников — более 250 тысяч человек[45][46][47].
- «Отставка Андрея Бабиша!» (чеш. Demisí Andreje Babiše!). Дата — 10 декабря. Место — Вацлавская площадь. Количество участников — от 35 до 80 тысяч человек.
- «Отставка! Конец правления одной сороки!» (чеш. Demisi! Konec vlády jedné straky). Дата — 16 декабря. Место — 220 городов по всей Чехии.
- «Будущее без Бабиша!» (чеш. Budoucnost bez Babiše!). Дата — 17 декабря. Место — Прага, Вацлавская площадь[48].

### 2020 год
- «Давайте встанем перед распадом институтов!» (чеш. Postavme se rozvratu institucí!). Дата — 1 марта. Место — марш от Градчанской площади до Староместской площади[49][50].
- «Для вас ещё не достаточно?!» (чеш. Vy ještě nemáte dost?!). Дата — 9 июня. Место — Прага, Староместская площадь.
- «Год перемен: Начинаем!» (чеш. Rok změny: Začínáme!). Дата — 16 ноября. Место — онлайн трансляция на YouTube канале Milion Chvilek, более 50 тысяч просмотров.

### 2021 год
- «Масопустная поездка по Праге — парад проблем Правительства» (чеш. Masopustní jízda Prahou – přehlídka problémů vlády). Дата — 13 февраля. Место — автопробег от Страговского стадиона по Праге, около 300 автомобилей[51][52].
- «Демонстрация: Град за краем, республика под угрозой!» (чеш. DEMONSTRACE: Hrad za hranou, republika v ohrožení!). Дата — 29 апреля. Место — Вацлавская площадь, Прага и 70 населённых пунктов по всей Чехии[53][54][55].
- «Демонстрация: Мы не сдадимся — не отдадим юстицию!» (чеш. DEMONSTRACE:NECOUVNEME - Justici nedáme!). Дата — 20 мая. Место — Вацлавская площадь, Прага[56].
- «Мы не сдадимся 2 — мы по всей республике!» (чеш. NECOUVNEME 2 - Jsme po celé republice). Дата — 27 мая. Место — десятки населённых пунктов по всей Чехии[57].
- «Мы не сдадимся 3 — марш про справедливое правительство» (чеш. NECOUVNEME 3 - Pochod za spravedlivou vládu). Дата — 1 июня. Место — марш, начало на улице Альбертов, конец на Вацлавской площади, Прага[58].
- «Мы не сдадимся 4 — за справедливое правительство» (чеш. NECOUVNEME 4 - Za spravedlivou vládu). Дата — 8 июня. Место — десятки населённых пунктов по всей Чехии[59].
- «Мы идём в финал — Мы не сдадимся!» (чеш. Jdeme do finále: NECOUVNEME!). Дата — 20 июня. Место — Вацлавская площадь, Прага[60][61].

### 2022 год
- «Мы за Украину» (чеш. Stojíme za Ukrajinou). Дата — 22 февраля. Место — Вацлавская площадь, Прага.
- «Мы за Украину 2» (чеш. Stojíme za Ukrajinou 2). Дата — 27 февраля. Место — Вацлавская площадь, Прага. Количество участников — от 60 до 80 тысяч человек[62][63].
- «Мы вместе за Украину» (чеш. Společně stojíme za Ukrajinou). Дата — 4 марта. Место — Вацлавская площадь, Прага. Количество участников — 50 тысяч человек[64].
- «Протест: На это уже невозможно смотреть» (чеш. PROTEST: Na tohle už se nedá dívat!). Дата — 31 марта. Место — Градчанская площадь, Прага[65].
- «ЧЕХИЯ ПРОТИВ СТРАХА: Вместе на Вацлавак» (чеш. ČESKO PROTI STRACHU: Společně na Václavák). Дата — 30 октября. Место — Вацлавская площадь, Прага[66][67].

### 2023 год
- «Последняя капля Павла Блажка» (чеш. Poslední kapka Pavla Blažka). Дата — 23 августа. Место — Кларов, Прага.

### Галерея
| - Демонстрация 9 апреля 2018 года - Демонстрация 17 ноября 2018 года - Демонстрация 6 мая 2019 года - Демонстрация 21 мая 2019 года - Демонстрация 4 июня 2019 год - Демонстрация 23 июня 2019 год |

## Аполитичность кампании
По словам организаторов, общественная кампания носит надпартийный характер и её цель — не смена власти, а прежде всего укрепление гражданского общества. Организаторы заявляли, что движение не имеет собственной политической программы и не планирует создавать новый политический субъект. На своих выступлениях, они очень ограниченно сотрудничают с оппозиционными политиками. Критики кампании, обвиняют организаторов в отказе от принятия реальной ответственности на себя и следованию «неполитической» политике Вацлава Гавла. Из-за того, что организаторы отказываются вписывать свою кампанию в традиционную право-левую политическую ось. Несмотря на то, что 27 сентября 2020  года председатель ассоциации «Миллион мгновений» Микулаш Минарж ушёл в отставку с позиции председателя с целью создать новое движение. Новый председатель Бенджамин Ролл заявил, что кампания и ассоциации остаются аполитичными и не будут поддерживать новый проект Микулаша Минаржа.